# Pawel Wladimirowitsch Kulikow
Pawel Wladimirowitsch Kulikow (russisch Павел Владимирович Куликов; * 14. Januar 1992 in Nischnekamsk, Russland) ist ein russischer Eishockeyspieler, der seit Mai 2020 bei Awtomobilist Jekaterinburg aus der Kontinentalen Hockey-Liga (KHL) unter Vertrag steht und dort auf der Position des Centers spielt. 

## Karriere
Pawel Kulikow begann seine Karriere als Eishockeyspieler in seiner Heimatstadt in der Nachwuchsabteilung von Neftechimik Nischnekamsk. Für deren Juniorenmannschaft Reaktor Nischnekamsk gab er in der Saison 2009/10 sein Debüt in der neu gegründeten multinationalen Nachwuchsliga Molodjoschnaja Chokkeinaja Liga, in der er seither aktiv ist. In der Saison 2011/12 gab er zudem sein Debüt für die Profimannschaft von Neftechimik Nischnekamsk in der Kontinentalen Hockey-Liga. Bei seinem einzigen Einsatz blieb er dabei punkt- und straflos.
Schließlich verbrachte der Stürmer neun Spielzeiten bis Neftechimik, ehe er im Mai 2020 zu Awtomobilist Jekaterinburg wechselte.

### International
Für Russland nahm Kulikow an der U18-Junioren-Weltmeisterschaft 2010 sowie der U20-Junioren-Weltmeisterschaft 2012 teil. Bei der U20-WM 2012 gewann er mit seiner Mannschaft die Silbermedaille. 

## Erfolge und Auszeichnungen
- 2012 Silbermedaille bei der U20-Junioren-Weltmeisterschaft

## KHL-Statistik
(Stand: Ende der Saison 2019/20)